# Allium candolleanum
Allium candolleanum là một loài thực vật có hoa trong họ Amaryllidaceae. Loài này được Albov mô tả khoa học đầu tiên năm 1895.